# NGC 7254
NGC 7254 este o galaxie situată în constelația Vărsătorul. A fost descoperită în 27 septembrie 1864 de către Albert Marth.